# Enskede stadsdelsområde
Enskede stadsdelsområde var ett stadsdelsområde under 1997 och 1998 i Söderort i Stockholms kommun, vilket omfattade stadsdelarna Enskedefältet, Enskede gård , Gamla Enskede (med Dalen),  Stureby. Stadsdelsnämnden startade sin verksamhet den 1 januari 1997 som en av 24 stadsdelsområden.
Stadsdelsområdet slogs ihop 1 januari 1999 med Årsta stadsdelsområde och bildade Enskede-Årsta stadsdelsområde, vilket i sin tur slogs samman till Enskede-Årsta-Vantörs stadsdelsområde 2007.